# Takamoto Katsuta
Takamoto Katsuta (jap. 勝田 貴元 Katsuta Takamoto; ur. 17 marca 1993 w Nagoi) – japoński kierowca rajdowy startujący w kategorii WRC, w sezonie 2025 reprezentujący zespół Toyota Gazoo Racing. Prowadzi samochód Toyota GR Yaris Rally1. 

## Starty w WRC
| Sezon | Zespół                     | Samochód                                              | 1      | 2       | 3      | 4         | 5          | 6      | 7      | 8       | 9         | 10       | 11              | 12              | 13              | 14               | 15 | 16 | Punkty | Miejsce |
| ----- | -------------------------- | ----------------------------------------------------- | ------ | ------- | ------ | --------- | ---------- | ------ | ------ | ------- | --------- | -------- | --------------- | --------------- | --------------- | ---------------- | -- | -- | ------ | ------- |
| 2016  | Tommi Mäkinen Racing       | Ford Fiesta R5                                        | Monako | Szwecja | Meksyk | Argentyna | Portugalia | Włochy | Polska | 27      | Niemcy    |          | Francja         | Hiszpania       | Wielka Brytania | Australia        |    |    | 0      | NC      |
| 2017  | Tommi Mäkinen Racing       | Ford Fiesta R5                                        | Monako | 22      | Meksyk | Francja   | Argentyna  | 36     | 14     | Polska  | NU        | Niemcy   | 51              | Wielka Brytania | Australia       |                  |    |    | 0      | NC      |
| 2018  | Tommi Mäkinen Racing       | Ford Fiesta R5                                        | Monako | 11      | Meksyk | 35        | Argentyna  | 26     | NU     | NU      | Niemcy    | Turcja   | Wielka Brytania | 24              | Australia       |                  |    |    | 0      | NC      |
| 2019  | Tommi Mäkinen Racing       | Ford Fiesta R5 Ford Fiesta R5 Mk. II Toyota Yaris WRC | 13     | NU      | Meksyk | 14        | 16         | 14     | 21     | NU      | NU        | 10       | Turcja          | 14              | 39              | Australia        |    |    | 1      | 25.     |
| 2020  | Toyota Gazoo Racing WRT    | Toyota Yaris WRC                                      | 7      | 9       | Meksyk | NU        | Turcja     | NU     | 20     |         |           |          |                 |                 |                 |                  |    |    | 13     | 13.     |
| 2021  | Toyota Gazoo Racing WRT    | Toyota Yaris WRC                                      | 6      | 6       | 6      | 4         | 4          | 2      | NU     | NU      | Grecja    | 37       | 40              | 7               |                 |                  |    |    | 78     | 7.      |
| 2022  | Toyota Gazoo Racing WRT NG | Toyota GR Yaris Rally1                                | 8      | 4       | 6      | 4         | 6          | 3      | 5      | 6       | 5         | 6        | NU              | 7               | 3               |                  |    |    | 122    | 5.      |
| 2023  | Toyota Gazoo Racing WRT NG | Toyota GR Yaris Rally1                                | 6      | NU      | 23     | 6         | 33         | 40     | 4      | 7       | 3         | 6        | 5               | 5               | 5               |                  |    |    | 101    | 7.      |
| 2024  | Toyota Gazoo Racing WRT NG | Toyota GR Yaris Rally1                                | 7      | 46      | 2      | 5         | 29         | 40     | 8      | 6       | 41        | 30       | Chile           | 4               | 4               |                  |    |    | 116    | 6.      |
| 2025  | Toyota Gazoo Racing WRT NG | Toyota GR Yaris Rally1                                | NU     | 2       | Kenia  | Hiszpania | Portugalia | Włochy | Grecja | Estonia | Finlandia | Paragwaj | Chile           | Unia Europejska | Japonia         | Arabia Saudyjska |    |    | 25     | 6.      |

| 1. miejsce | 2. miejsce | 3. miejsce | Punktowane miejsce | Niepunktowane miejsce | Nie ukończył | Wykluczony | Nie wystartował | Nie brał udziału |